# Голый осман
Голый осман (лат. Gymnodiptychus dybowskii) — пресноводная лучепёрая рыба из семейства карповых. Видовое научное название дано в честь польского зоолога Б. И. Дыбовского (1833—1930).

## Описание
Общая длина тела до 45-50 см, но обычно не превышает 23 см, масса до 3 кг. Тело удлинённое, вальковатое, почти голое, чешуя есть только вдоль боковой линии (82—110 чешуй), в области «расщепа» и у основания грудных плавников. Особенно крупные чешуи у анального отверстия. Рот нижний, в его углах расположены два маленьких усика. В спинном плавнике 2—3 неветвистых луча и 7—9 ветвистых, в анальном — 2—3 неветвистых и 5 ветвистых. Окраска варьирует в зависимости от условий обитания: в мутных реках рыбы более тёмные, с синеватой спиной и серебристыми боками, в озёрах и карасуках буровато-золотистые.

## Ареал и места обитания
Голый осман распространён в озёрах и реках горных зон Средней Азии от Сырдарьи до Тарима, в бассейнах озёр Иссык-Куль, Зайсан, Балхаш, Алаколь. В предгорья спускается редко. Обитает в реках, начиная от их истоков высоко в горах, в холодных (+6…+8 °С) и тёплых карасуках.

## Размножение
Cуществуют две формы голого османа: озёрная и речная.
В Иссык-Куле, где голый осман наиболее многочислен, самцы обеих форм созревают в 4—5-летнем возрасте, при длине 19—24 см, но встречаются и карликовые самцы речной формы.
Самки озерной формы созревают возрасте 7 лет и старше, при длине 26—30 см, а речной — в 6—7 лет, при длине 22—24 см.
Нерестится речной осман в реке на мелких перекатах, в июле—августе при температуре воды +10…+12 °C. Летом держится в озере, до глубины около 40 м, на каменистом и илистом грунте, среди зарослей водяных растений. Озёрный осман нерестится в озере с февраля по апрель, на отмелях с каменистыми россыпями.
По данным из Казахстана, половой зрелости достигает в возрасте 3—4 года при длине 9-10 см (самцы), самки на год-два позже, при длине 12—14 см и массе 21—50 г. Нерест происходит в мае—июле при температуре воды +9…+10 °C. Плодовитость не очень велика — до 12000 икринок (обычно меньше) у озёрной, и 1600—6000 у речной формы. Диаметр икринок около 2 мм. Икра ядовита, также ядовиты гонады и брюшина взрослых рыб обоих полов.
При нересте икра приклеивается к камням на дне. Однако через некоторое время (10-15 минут) отрывается и закатывается под камни, где и развивается. Растет голый осман медленно.

## Питание
Молодь голого османа питается в основном личинками насекомых, неполовозрелые рыбы также питаются водяной растительностью, в меньшей степени моллюсками, крупные особи — преимущественно моллюсками, отчасти мелкой рыбой.
По другим данным, питается обитающими на дне беспозвоночными (личинки и куколки насекомых, бокоплавы, моллюски), растительность составляет незначительную долю рациона.

## Вылов
Является объектом промысла в Иссык-Куле, ловят неводами и сетями. Объект любительского, в том числе спортивного, рыболовства.